# Miedzna Drewniana
Miedzna Drewniana – wieś w Polsce położona w województwie łódzkim, w powiecie opoczyńskim, w gminie Białaczów.
W latach 1954–1959 wieś należała i była siedzibą władz gromady Miedzna Drewniana, po jej zniesieniu w gromadzie Białaczów. W latach 1975–1998 miejscowość administracyjnie należała do województwa piotrkowskiego.
Wierni kościoła rzymskokatolickiego należą do parafii św. Jana Chrzciciela w Białaczowie.